# Fissidens pseudoaldelphinus
Fissidens pseudoaldelphinus är en bladmossart som beskrevs av Iwatsuki och Tad. Suzuki 2002. Fissidens pseudoaldelphinus ingår i släktet fickmossor, och familjen Fissidentaceae. Inga underarter finns listade i Catalogue of Life.